# Jungle Man
«Jungle Man» es una canción de la banda de rock alternativo Red Hot Chili Peppers, incluida en su álbum de 1985, Freaky Styley. Fue lanzada como sencillo en el mismo año.
La canción fue escrita por Anthony Kiedis y trata sobre su mejor amigo, Flea, el bajista de la banda, cuyo nombre real es Michael Balzary.
- Datos: Q2346742